# Thomas Morrice
Thomas Morrice foi um político inglês do século XVII.
Morris foi eleito para o Parlamento Cavalier e tornou-se comissário para oficiais leais e indigentes em 1662. Ele morreu em 27 de maio de 1675 e foi sepultado na Abadia de Westminster no dia 1 de junho daquele ano.